# Первомайский (Даниловичский сельсовет)
Первома́йский (бел. Першамайскі; до 4 ноября 1937 года посёлок имени Бухарина) — посёлок в Даниловичском сельсовете Ветковского района Гомельской области Белоруссии.

## География

### Расположение
В 23 км на северо-запад от Ветки, 25 км от Гомеля, 8 км от железнодорожной станции Костюковка (на линии Жлобин — Гомель).

## Транспортная сеть
Транспортные связи по просёлочной, затем автомобильной дороге Даниловичи — Костюковка. Планировка состоит из почти прямолинейной улицы, близкой к широтной ориентации, застроенной двусторонне деревянными домами усадебного типа.

## История
Основан в начале 1920-х годов переселенцами из соседних деревень на бывших помещичьих землях. В 1926 году в Костюковском сельсовете Гомельского района Гомельского округа. В 1931 году жители вступили в колхоз. 20 жителей погибли на фронтах Великой Отечественной войны. В 1959 году в составе колхоза «Заря» (центр — деревня Пыхань).

## Население

### Численность
- 2004 год — 21 хозяйство, 34 жителя.

### Динамика
- 1926 год — 9 дворов, 46 жителей.
- 1959 год — 174 жителя (согласно переписи).
- 2004 год — 21 хозяйство, 34 жителя.